# Pataky Viktor
Pataky Viktor (Kolozsvár, 1843. december 28. – 1906. augusztus 3.) mérnök. 

## Élete
Pataky József ügyvéd, később polgármester és merei Gracza Katalin fia. Középiskoláit Nagyenyeden és Kolozsvárt végezte; azután a bécsi műegyetemen tanult négy évig, mérnöki oklevelet azonban Budapesten nyert. Kolozsvárt telepedett le és mint tagosító mérnök működött. Erdélyben a nagyobb tagosításokat és arányosításokat ő végezte. 1886-ban neveztetett ki hitelesítő mérnöknek. Megalapította az erdélyi mérnökegyletet, melynek elnöke is volt.
Cikkeket írt a Kataszteri Közlönybe s más szakfolyóiratba.

## Munkája
- Javaslat birtokrendezési törvények módosítása tárgyában tekintettel az érvényben levő utasítások, miniszteri rendeletek, valamint egyletek, testületek részéről történt javaslatokra. Kolozsvár, 1903.